# Judô nos Jogos Sul-Americanos de 2010
As competições de judô nos Jogos Sul-Americanos de 2010 ocorreram entre 19 e 22 de março no Coliseo de Combate, em Medellín. Vinte e dois eventos foram disputados.

## Calendário
| Março | 17 | 18 | 19 | 20 | 21 | 22 | 23 | 24 | 25 | 26 | 27 | 28 | 29 | 30 | T  |
| ----- | -- | -- | -- | -- | -- | -- | -- | -- | -- | -- | -- | -- | -- | -- | -- |
| Judô  |    |    | 8  | 6  | 6  | 2  |    |    |    |    |    |    |    |    | 22 |

## Medalhistas
Masculino
| Evento          | Ouro | Prata | Bronze |
| Nage-no-kata    | Luis Gabriel Montes Cuartas Glatenferd Ramírez Escobar COL Colômbia                                                                  | Luis Santos Rioiti Uchida BRA Brasil                                                                                         | Luis Angulo Romero Johnny Arcentales PER Peru Medardo Duarte Javier Rivero VEN Venezuela |
| Katame-no-kata  | Luis Santos Rioiti Uchida BRA Brasil                                                                                                 | Luis Gabriel Montes Cuartas Glatenferd Ramírez Escobar COL Colômbia                                                          | Ariel Sorati Juan Pablo Vital ARG Argentina Medardo Duarte Javier Rivero VEN Venezuela |
| Até 55 kg       | Armando Maita VEN Venezuela | Cristhian Toala Vera ECU Equador                                                                                             | Juan Pablo Vital ARG Argentina Andrés Muñoz Betancourt COL Colômbia |
| Até 60 kg       | Juan Miguel Postigos PER Peru | José Romero Cano ECU Equador                                                                                                 | Javier Guedez VEN Venezuela John Futtinico Vargas COL Colômbia |
| Até 66 kg       | Ricardo Valderrama VEN Venezuela | Luis Ricardo Revite BRA Brasil                                                                                               | Flavio Verdugo Ormaza ECU Equador Alejandro Zúñiga Villarroel CHI Chile |
| Até 73 kg       | Alejandro Clara ARG Argentina | Pablo Azzi Almeida URU Uruguai                                                                                               | Bruno Mendonça BRA Brasil Antonio Rivas VEN Venezuela |
| Até 81 kg       | Germán Velazco Correa PER Peru | Mervin Rodríguez VEN Venezuela                                                                                               | Emmanuel Lucenti ARG Argentina Rodrigo Luna BRA Brasil |
| Até 90 kg       | Diego Rosati ARG Argentina | José Camacho VEN Venezuela                                                                                                   | Eduardo Santos BRA Brasil Óscar Ladino Rey COL Colômbia |
| Até 100 kg      | Leonardo Leite BRA Brasil | Camilo Castaño Ávila COL Colômbia                                                                                            | Cristian Schmidt ARG Argentina Antony Peña VEN Venezuela |
| Acima de 100 kg | Rafael Silva BRA Brasil | Italo Córdova Alata CHI Chile                                                                                                | Luis Ignacio Salazar COL Colômbia Orlando Baccino ARG Argentina |
| Aberto          | Rafael Silva BRA Brasil | Germán Velazco Correa PER Peru                                                                                               | Orlando Baccino ARG Argentina Antony Peña VEN Venezuela |
| Equipes         | José Camacho Fabián González Javier Guedez Armando Maita Antony Peña Antonio Rivas Mervin Rodríguez Ricardo Valderrama VEN Venezuela | Ricardo Ayres Leonardo Ferreira Leite Rodrigo Luna Bruno Mendonça Luis Ricardo Revite Eduardo Santos Rafael Silva BRA Brasil | Samuel Aristizábal Camilo Castaño Ávila Derian Castro John Futtinico Vargas Óscar Ladino Rey Andrés Muñoz Betancourt Luis Ignacio Salazar Mario Antonio Valles COL Colômbia Miguel Albarracin Orlando Baccino Alejandro Clara Emmanuel Lucenti Jorge David Peralta Diego Rosati Cristian Schmidt Juan Pablo Vital ARG Argentina |

Feminino
| Evento         | Ouro | Prata | Bronze |
| Até 44 kg      | Yelitza Morillo VEN Venezuela | Steffanny Garatejo Barragan COL Colômbia                                                                                               | Catiere Toledo BRA Brasil Ibith Herida Farez ECU Equador |
| Até 48 kg      | Paula Pareto ARG Argentina | Daniela Polzin BRA Brasil | Luz Álvarez Salazar COL Colômbia Liliana Delgado Coloma PER Peru |
| Até 52 kg      | Andressa Fernandes BRA Brasil | Wisneybi Machado VEN Venezuela | Oritia González Uribe ARG Argentina Yulieth Sánchez Bocanegra COL Colômbia |
| Até 57 kg      | Ketleyn Quadros BRA Brasil | Melissa Rodríguez ARG Argentina | Diana Villavicencio ECU Equador Yadinys Amaris Rocha COL Colômbia |
| Até 63 kg      | Diana Velazco Gómez COL Colômbia | Mariana López ARG Argentina | Laísa Santana BRA Brasil Ysis Barreto VEN Venezuela |
| Até 70 kg      | Yuri Alvear COL Colômbia | Vanessa Chala ECU Equador | Gláucia Lima BRA Brasil María Elena Rojas VEN Venezuela |
| Até 78 kg      | Lorena Briceño ARG Argentina | Anny Cortés Ortiz COL Colômbia | Diana Chala ECU Equador Keivi Pinto VEN Venezuela |
| Acima de 78 kg | Carmen Chala ECU Equador | Giovanna Blanco VEN Venezuela | Priscila Silva BRA Brasil |
| Aberto         | Giovanna Blanco VEN Venezuela | Steffani Lupetti BRA Brasil | Carmen Chala ECU Equador |
| Equipes        | Luz Álvarez Salazar Yuri Alvear Yadinys Amaris Rocha Anny Cortés Ortiz Steffanny Garatejo Barragan Yulieth Sánchez Bocanegra Diana Velazco Gómez COL Colômbia | Andressa Fernandes Gláucia Lima Steffani Lupetti Daniela Polzin Ketleyn Quadros Laísa Santana Priscila Silva Catiere Toledo BRA Brasil | Vanessa Chala Carmen Chala Diana Chala Diana Cobos Morales Ibith Herida Farez Joselin Plaza Diana Villavicencio ECU Equador Ysis Barreto Anriquelis Barrios Giovanna Blanco Luciana Castillo Wisneybi Machado Yelitza Morillo Keivi Pinto María Elena Rojas VEN Venezuela |

## Quadro de medalhas
| Ordem | País      | Medalha de ouro | Medalha de prata | Medalha de bronze | Total |
| ----- | --------- | --------------- | ---------------- | ----------------- | ----- |
| 1     | Brasil    | 6               | 6                | 7                 | 19    |
| 2     | Venezuela | 5               | 4                | 10                | 19    |
| 3     | Colômbia  | 4               | 4                | 8                 | 16    |
| 4     | Argentina | 4               | 2                | 8                 | 14    |
| 5     | Peru      | 2               | 1                | 2                 | 5     |
| 6     | Equador   | 1               | 3                | 6                 | 10    |
| 7     | Chile     |                 | 1                | 1                 | 2     |
| 8     | Uruguai   |                 | 1                |                   | 1     |
| TOTAL | TOTAL     | 22              | 22               | 42                | 86    |